# Eleições presidenciais na Grécia em 2010
As eleições presidenciais gregas de 2010 foram realizadas em 3 de fevereiro.

## Resultados
O presidente Karolos Papoulias foi reeleito para um segundo mandato, tendo conseguido 266 votos dos 300 parlamentares no total.